# 桑托斯杜蒙特
桑托斯杜蒙特是巴西米纳斯吉拉斯州的一个市镇。总面积637.377平方公里，总人口47240人，人口密度74.1人/平方公里。